# Алабердіно (Татарстан)
Алабердіно (тат. Алабирде) — село Тетюського району Республіки Татарстан.
Адміністративний центр Алабердінського сільського поселення.

## Географія
Висота над рівнем моря — 161 метр.
Відстань до районного центру — 19 кілометрів.

## Історія
Село засноване у XVII столітті. У дореволюційних джерелах згадується також як Кулабердіно.

## Демографія
Чисельність населення села становить 517 осіб, з них 514 — татари, 1 — чуваш, 2 — представники інших національностей.
Працездатного населення — 243 людини, пенсіонерів — 125 осіб, студентів — 24 людини, у рядах збройних сил — 4 людини, школярів — 71 людина, дошкільнят — 32 людини.
У 2011 році померло 11 осіб, народилися — 4 людини.